# کوچو پایین
کوچو پایین یا دور، روستایی در دهستان تلنگ بخش تلنگ شهرستان قصرقند در استان سیستان و بلوچستان ایران است.

## جمعیت
بر پایه سرشماری عمومی نفوس و مسکن در سال ۱۳۹۵، جمعیت این روستا برابر با ۳۵۵ نفر (۱۱۲ خانوار) بوده‌است.